# Hypostomus margaritifer
Hypostomus margaritifer es una especie de peces de la familia Loricariidae en el orden de los Siluriformes.

## Morfología
Los machos pueden llegar alcanzar los 33 cm de longitud total.

## Distribución geográfica
Se encuentran en Sudamérica: cursos superior y medio del río Paraná.